# Viola schoenachii
Viola schoenachii är en violväxtart som beskrevs av Josef Murr och Poll. Viola schoenachii ingår i släktet violer, och familjen violväxter. Inga underarter finns listade i Catalogue of Life.